# 1626 en France
Chronologie de la France
- 1622
- 1623
- 1624
- 1625
- 1626
- 1627
- 1628
- 1629
- 1630

## Événements
- Janvier : des lettres patentes de Louis XIII promettent la création d'un jardin royal destiné à la culture des plantes médicinales. Le choix sur la localisation exacte de ce jardin sera fixé en 1633 (il sera sur la « terre d'Alez ») et le Jardin royal des plantes médicinales, alors aux portes de Paris, sera inauguré en 1635 et ouvert au public en 1640. C'est une institution de recherche qui devient en 1793 l'actuel Muséum national d'histoire naturelle siégeant toujours dans le même jardin, de nos jours connu sous le nom simplifié de Jardin des plantes[1].

- 5 février : traité de paix de compromis entre Henri de Schomberg et les huguenots signé à La Rochelle, enregistré à Paris le 26 avril[2].
- 6 février : édits contre les duels, interdits sous peine de mort[3].
- 11 février : l’assemblée du clergé réunie à Paris accorde au roi un « don gratuit » de 1 745 500 livres[4].
- 25 février : l’archevêque Jean-François de Gondi consacre l’église Saint-Étienne-du-Mont de Paris[5].
- 5 mars : traité de Monzón entre la France et l’Espagne pour la question de la Valteline[2].

- 11 mars : Raymond Phélypeaux d’Herbault est nommé secrétaire d’État aux Affaires étrangères.
- 13 mars : le Parlement de Paris condamne au feu l’ouvrage du jésuite Antonio Santarelli Tractatus de haeresi et de potestae romani pontificis[6].

- 4 avril : la faculté de théologie de Paris censure le Tractatus d’Antonio Santarelli à cause des thèses ultramontaines qu’il soutient[7].
- 24 avril : la Congrégation de la Mission, créée par Vincent de Paul, est approuvée par l’archevêque de Paris[8].

- 3 mai : arrestation du maréchal d’Ornano (Conspiration de Chalais). Il meurt en prison à Vincennes le 3 septembre[9].

- 1er juin : Michel de Marillac devient garde des sceaux (fin en 1630)[10]. Il remplace le chancelier d'Aligre, proche de Gascon.
- 2 juin : édit interdisant les duels
- 9 juin :
  - Coiffier devient surintendant des finances[11].
  - lettre du roi au cardinal de Richelieu, datée de Blois, par laquelle il lui réaffirme sa confiance[2].
- 11-12 juin : arrestation à Blois d’Alexandre et César de Vendôme[12](Conspiration de Chalais).
- 23 juin, Blois : le maréchal de Thémines est nommé gouverneur de Bretagne[12].

- 3 juillet : le roi entre à Nantes[13].
- 8 juillet : arrestation de Chalais au château de Nantes. Poussé par sa maîtresse la duchesse de Chevreuse et Gaston d’Orléans, il conspire contre Richelieu. La duchesse voulait empêcher les noces de Gaston d’Orléans pour lui laisser la possibilité d’épouser Anne d’Autriche en cas de décès du roi[14](Conspiration de Chalais).
- 10 juillet : réforme de l’abbaye Notre-Dame du Bec par les Mauristes[15]. Richelieu provoque la réforme de certaines abbayes bénédictines (1626-1636) sous l’égide de la congrégation de Saint-Maur, fondée par Grégoire Tarrisse.
- 17 juillet : la municipalité de Château-Gontier interdit l’entrée de la ville aux habitants d’Angers, frappée par la peste[16]. L’épidémie ravage également le diocèse de Rennes, et le 27 août une mesure similaire est prise à Nantes[13].
- 31 juillet : déclaration de Nantes ordonnant de raser toutes les forteresses et murailles de villes qui ne sont pas placées sur les frontières, faite à la demande des députés des états de Bretagne[13]. Richelieu ordonne la destruction des châteaux-forts et mate les nobles.

- 5 août : Gaston d’Orléans épouse Marie de Montpensier[2].
- 19 août : Henri de Talleyrand, comte de Chalais, est décapité à Nantes par un bourreau improvisé[3].
- 28 août : Jean-François de Gondi, archevêque de Paris, permet à la congrégation des doctrinaires de se fixer dans la capitale[17].

- 16 septembre-5 novembre : synode des Églises réformées à Castres[18].
- 27 septembre : création de la garde personnelle de Richelieu[19].
- 28 septembre : à la mort de Lesdiguières, la charge de connétable de France est supprimée[20].
- 30 septembre : Richelieu fonde la compagnie de Saint-Christophe pour la colonisation des Antilles (Compagnie des îles d'Amérique en 1635)[21].

- Octobre :  Richelieu devient grand maître, chef et surintendant général de la navigation et du commerce[22].

- 2 décembre : ouverture de l’assemblée des notables aux Tuileries, la dernière avant 1787 (fin le 24 février 1627)[2].

- La France finance l’armée d’Ernest de Mansfeld, protestant allié du roi de Danemark[23].